# 婦児中心駅
座標: 北緯23度7分30.9秒 東経113度19分9.3秒 / 北緯23.125250度 東経113.319250度
婦児中心駅（ふじちゅうしんえき）は、中華人民共和国広東省広州市天河区に位置する珠江新城新交通システム線の駅である。計画時の名称は金穂路駅、中央広場駅。

## 駅構造
- 相対式ホーム2面2線を有する地下駅。

## 駅周辺
- 中国農業銀行

## 歴史
- 2010年11月8日 - 開業。[2]

## 隣の駅
広州地下鉄
■珠江新城新交通システム線
黄埔大道駅 - 婦児中心駅 - 花城大道駅